# John af Klercker
John Echard Fredrik af Klercker, född 4 februari 1866 i London, död 31 oktober 1929 i Lund, var en svensk botaniker.
Efter att ha blivit student vid Stockholms högskola 1882 och vid Tübingens universitet 1886 blev af Klercker doctor scientiæ naturalis i Tübingen 1887. Han var docent i botanik vid Stockholms högskola 1889–95. Utöver sitt botaniska författarskap var han även verksam som kulturskildrare och medarbetare i Dagens Nyheter och Svenska Dagbladet. af Klercker är begravd på Stora Hammars gamla kyrkogård.
1894 gifte han sig med Edla af Klercker.